# Lorenz Florenz Friedrich von Crell
Lorenz Florenz Friedrich von Crell (21 de enero de 1744 - 7 de junio de 1816) fue un médico y químico alemán. En 1778 comenzó a publicar la primera publicación periódica centrada en la química. La revista se llamaba Chemische Annalen pero se conocía simplemente como Crell's Annalen.

## Vida y obra
Lorenz von Crell nació en la ciudad universitaria de Helmstedt, en el Ducado de Brunswick, como hijo del profesor de medicina Johann Friedrich Crell y nieto del profesor de medicina Lorenz Heister, que alcanzó renombre en cirugía y botánica. A los catorce años ingresó en la Universidad de Helmstedt, donde, tras casi una década de cursos en las facultades de Filosofía y Medicina, se doctoró en 1768. A continuación realizó un viaje de estudios de dos años a Gotinga, Estrasburgo, París, Edimburgo y Londres. En 1771, poco después de su regreso al Ducado de Brunswick, Crell consiguió un puesto de profesor de metalurgia en el Collegium Carolinum. Tres años más tarde, se trasladó a la Universidad de Helmstedt como profesor de medicina responsable de medicina teórica y materia medica. Desde 1783 hasta 1810 fue profesor de filosofía y medicina en la Universidad de Helmstedt y desde 1810 hasta su muerte en 1816 fue profesor de química en la Universidad de Gotinga.
En 1778 Crell publicó el primer número del Chemische Journal für die Freunde der Naturlehre, Arzneygelahrtheit, Haushaltungskunst und Manufacturen, más conocida como [Chemische Annalen]]. Cambió el nombre de su revista dos veces, terminando en 1784 con la denominación Crell's Annalen. Esta publicación periódica fue la primera revista científica centrada principalmente en la química. Crell dejó de publicar la revista en 1804 después de que la concurrencia de la revista química de Alexander Nicolaus Scherer y Adolph Ferdinand Gehlen, hoy publicada como Journal für praktische Chemie se hiciera demasiado fuerte.
Crell participó en la discusión, a veces áspera, sobre la teoría del flogisto. Los experimentos de Antoine-Laurent Lavoisier demostraron que la teoría hasta entonces aceptada era probablemente errónea. Von Crell tradujo algunos artículos de Richard Kirwan, partidario de la teoría del flogisto. Von Crell defendió la teoría hasta 1799 y nunca aceptó abiertamente que fuera errónea.
Crell fue elegido miembro de la Academia Alemana de Ciencias Leopoldina en 1778 y de la Sociedad Filosófica Americana en 1786. En 1780 el duque de Brunswick le nombró Bergrat (administrador de la minería) y en 1781 fue elevado a la nobleza por el emperador Leopoldo II (su nombre cambió de Crell a von Crell).